# Tondanichthys kottelati
Tondanichthys kottelati – gatunek słodkowodnej ryby belonokształtnej (Beloniformes) z rodziny Zenarchopteridae, wcześniej klasyfikowanej jako podrodzina Zenarchopterinae w rodzinie półdziobcowatych (Hemiramphidae). Jest endemitem jeziora Tondano na indonezyjskiej wyspie Celebes (Sulawesi). Osiąga około 6 cm długości.